# Секрети домашніх тварин 2
«Секрети домашніх тварин 2» (англ. The Secret Life of Pets 2) — анімаційний повнометражний фільм, прем'єра якого відбулася 30 травня 2019 року. Сиквел мультфільму «Секрети домашніх тварин» 2016 року.

## Сюжет
Пес Макс та його друзі живуть звичним життям — чекають на своїх господарів, поки ті ходять на роботу та навчання. Розважаються як можуть та ходять один до одного у гості. Розмірене життя Макса змінює тривожна подія. Хазяйка одружується та народжує сина. Псові стає моторошно. Під час поїздки до ферми на природу Макс знайомиться з вівчаркою Ковбоєм, який допомагає йому повернути впевненість у собі. Друга сюжетна лінія пов'язана зі Сніжком. Кролик залучає своїх друзів в аферу з порятунку тигреня Ху з мандрівного цирку.

## У ролях
| Актор           | Роль                         |
| --------------- | ---------------------------- |
| Петтон Освальт  | джек-рассел-тер'єр Макс      |
| Ерік Стоунстріт | ньюфаундленд Дюк             |
| Кевін Гарт      | кролик Сніжок                |
| Дженні Слейт    | померанський шпіц Гіджет     |
| Еллі Кемпер     | Кеті (власниця Макса і Дюка) |
| Лейк Белл       | кішка Хлоя                   |
| Дена Карві      | басет-гаунд Попс             |
| Ганнібал Бересс | такса Бадді                  |
| Боббі Мойніган  | мопс Мел                     |
| Тара Стронг     | папуга Світпі                |
| Гаррісон Форд   | вівчарка Когут               |
| Тіффані Геддіш  | ши-цу Лялечка                |

### Український дубляж
- Андрій Федінчик — тер'єр Макс
- Марина Андрощук — померанський шпіц Бріджет
- Сергій Притула — кролик Сніжок
- Олеся Жураківська — киця Софа
- Дмитро Бузинський — морська свинка Шнобель/Норман
- Катерина Башкіна-Зленко — ши-цу Лялечка
- Микола Боклан — вівчарка Когут
- Сергій Солопай — пес Дюк
- Євген Малуха — басет-гаунд Батя
- Павло Шилько — такса Бодя
- Назар Задніпровський — мопс Мотя

А також: Катерина Качан, Олексій Череватенко, Володимир Кокотунов, Тамара Антропова, Кирило Нікітенко, Сергій Кияшко, Любава Берло, Дмитро Терещук, Роман Молодій, Ольга Радчук, Марія Єременко, Павло Голов, Євген Сардаров, Роман Солошенко, Дмитро Шапкін та інші.
- Фільм дубльовано студією «Le Doyen» на замовлення компанії «B&H Film Distribution» у 2019 році.